# ジョン・ヴェンティミリア
ジョン・ヴェンティミリア（John Ventimiglia、1963年7月17日 - ）は、アメリカ合衆国の俳優。

## 出演作品
- LAW & ORDER： 性犯罪特捜班 シーズン14
- パーソン・オブ・インタレスト　犯罪予知ユニット シーズン2
- THE ICEMAN　氷の処刑人
- ブルーブラッド シーズン2
- フライペーパー!史上最低の銀行強盗
- LAW & ORDER　ロー＆オーダー シーズン20
- マーシー・ホスピタル
- ホワイトカラー シーズン1
- ノトーリアスＢ.Ｉ.Ｇ.
- LAW & ORDER　ロー＆オーダー シーズン19
- LAW & ORDER　クリミナル・インテント シーズン7
- ＣＳＩ：８　科学捜査班
- ザ・ソプラノズ／哀愁のマフィア 第6シーズン（アーチー・ブッコ）
- ザ・ソプラノズ／哀愁のマフィア 第5シーズン（アーチー・ブッコ）
- ザ・ソプラノズ／哀愁のマフィア 第4シーズン（アーチー・ブッコ）
- ザ・ソプラノズ／哀愁のマフィア 第3シーズン（アーチー・ブッコ）
- ザ・ソプラノズ／哀愁のマフィア 第2シーズン（アーチー・ブッコ）
- ザ・ソプラノズ／哀愁のマフィア 第1シーズン（アーチー・ブッコ）
- フューネラル
- LAW & ORDER　ロー＆オーダー シーズン9
- NYPD BLUE　～ニューヨーク市警15分署 シーズン4
- LAW & ORDER　ロー＆オーダー シーズン6
- ホミサイド／殺人捜査課 第2シーズン
- LAW & ORDER　ロー＆オーダー シーズン5